# Унішова
Унішова (пол. Uniszowa) — село в Польщі, у гміні Риглиці Тарновського повіту Малопольського воєводства.
Населення — 286 осіб (2011).
У 1975-1998 роках село належало до Тарновського воєводства.

## Демографія
Демографічна структура станом на 31 березня 2011 року:
|          | Загалом | Допрацездатний вік | Працездатний вік | Постпрацездатний вік |
| -------- | ------- | ------------------ | ---------------- | -------------------- |
| Чоловіки | 135     | 26                 | 88               | 21                   |
| Жінки    | 151     | 32                 | 83               | 36                   |
| Разом    | 286     | 58                 | 171              | 57                   |